# SM-130,686
SM-130,686 je lek koji deluje kao potentan, oralno aktivan stimulator izlučivanja hormona rasta, sa približno polovinom potentnosti endogenog agonista grelina. On proizvodi povećanje mišićne mase i umanjenje telesne masnoće koje je zavisno od doze. SM-130,686 se ispituje za potencijalnu primenu u lečenju nedostatka hormona rasta i drugih oboljenja.
Zabrinutost oko njegove potencijalne upotrebe za povećanje performance atletičara je dovela do razvoja urinskog testa za SM-130,686 i druge izlučivače hormona rasta, mada lekovi iz ove klase još uvek nisu u kliničkoj upotrebi.

## Spoljašnje veze
|  | Molimo Vas, obratite pažnju na važno upozorenje u vezi sa temama iz oblasti medicine (zdravlja). |